# جول روسي
جول روسي (بالإيطالية: Jules Rossi)‏ مواليد 03 نوفمبر 1914 في إيطاليا - الوفاة 30 يونيو 1968 في شامبيني سور مارن، كان دراج إيطالي في صنف سباق الدراجات على الطريق.

## سجل النتائج

### سباقات أو مراحل فاز بها
- طواف فرنسا

## وصلات خارجية
- الموقع الرسمي

## روابط خارجية
- جول روسي على موقع أرشيف الدراجات (الإنجليزية)
- جول روسي على موقع إحصائيات الدراجات الإحترافية (الإنجليزية)
- جول روسي على موقع CycleBase (الإنجليزية)